# Sikó Koppány
Sikó Koppány (Budapest, 1997. november 30. –) magyar színész.

## Életpályája
1997-ben született. Általános iskolai tanulmányait Kápolnásnyéken végezte. A szentesi Horváth Mihály Gimnázium drámatagozatán érettségizett. Érettségi után a Nemes Nagy Ágnes Szakközépiskolában töltött egy évet. 2017-2022 között a Kaposvári Egyetem hallgatója volt. 2022-2025 között a salgótarjáni Zenthe Ferenc Színház tagja volt.

## Színházi szerepei

### Nemzeti Színház
- Vér vagyok

### Győri Nemzeti Színház
- Jakabak (Jakabak)[9]
- Valahol Európában (Hosszú)

### Móricz Zsigmond Színház
- Szaffi (Olasz)
- Kurázsi mama és gyermekei (Lőporgyáros, Fiatal katona)
- Idétlen időkig (Freddie, DJ 1, Gus)
- Funny girl (szereplő)
- Édes Charity (Fiú/Manferd)
- A csillagszemű juhász (Darabont)

### Zenthe Ferenc Színház
- Az öldöklés istene (Alain Reille)
- Buborékok (Béla)
- Advent a Hargitán (Zetelaki Gábor)
- A főszereplő (Jákob, lánglelkű rendezőtehetség)
- A tanítónő (Postás/bérlő)
- Az elveszett és megkerült Jenő, avagy ha baj van, kést teszek a sebbe
- Énekes madár (Kömény Móka, fiatal legény)
- IV. Henrik (Bertold (Fino), a titkos tanácsos)
- Rómeó és Júlia (Rómeó / Capulet1)
- Tanulmány a nőkről (Egri Péter)
- Szent Péter esernyője (Majzik)

### Pécsi Nemzeti Színház
- Rozsda lovag és a kísértet (Rozsda lovag)

### Veszprémi Petőfi Színház
- Mágnás Miska (Miska, lovász)[10]

## Filmes és televíziós szerepei
- Gólkirályság (2024) ...Kutyás TEK-es
- Lélekpark (2022) ...Rendőrségi dolgozó
- Második kör (2020)